# Kléber Pinargote
Kléber David Pinargote Lara (Guayaquil, Guayas, Ecuador; 27 de abril de 2003) es un futbolista ecuatoriano. Juega de portero y su equipo actual es Barcelona de la Serie A de Ecuador.

## Trayectoria

### Inicios
Inicio su carrera en 2016 en las categorías formativas del Club Sport Patria. 

### Independiente del Valle
En 2020 pasó a las categorías inferiores de Independiente del Valle, y posteriormente al filial, Independiente Juniors. Su debut en el equipo principal fue el 20 de agosto de 2021 ante Barcelona, en la sexta fecha de la primera etapa de la Serie A de Ecuador. Al final de esa temporada formó parte del plantel que fue campeón de la Serie A de Ecuador, al vencer en la final a Emelec.
En 2022, fue subcampeón de la Copa Libertadores Sub-20, y también formó parte del plantel que se consagró campeón de la Copa Sudamericana al vencer en la final al Sao Paulo de Brasil, así como de la Copa Ecuador al vencer en la final al 9 de Octubre.
En enero de 2023, formó parte del plantel de Independiente del Valle que fue campeón del torneo amistoso Serie Río de Plata. En la final ante San Lorenzo, ingresó al cambio en la segunda parte como sustituto de Moisés Ramírez, logrando atajar dos penales. También integró el equipo que fue campeón de la Recopa Sudamericana, al vencer en la final al Flamengo de Brasil en el estadio Maracaná. 
Debutó a nivel internacional el 24 de mayo de 2023 en una derrota por 1-0 como visitante ante Liverpool de Montevideo en la fase de grupos de la Copa Libertadores. En ese torneo, también disputó otro encuentro contra Corinthians de Brasil, que terminó con una victoria de su equipo por 3-0 como local. Además, ese año nuevamente fue subcampeón de la Copa Libertadores Sub-20, tras perder la final contra Peñarol de Uruguay.
El 9 de febrero de 2024, se anunció su salida de Independiente del Valle, debido a las pocas oportunidades para ser titular.

### Guayaquil City
El 1 de marzo de 2024, se unió a Guayaquil City para disputar el torneo de la Serie B de Ecuador.

## Clubes
| Club                    | País    | Año           |
| ----------------------- | ------- | ------------- |
| Independiente Juniors   | Ecuador | 2020          |
| Independiente Juniors   | Ecuador | 2021          |
| Independiente del Valle | Ecuador | 2021          |
| Independiente del Valle | Ecuador | 2022          |
| Independiente Juniors   | Ecuador | 2023          |
| Independiente del Valle | Ecuador | 2023          |
| Guayaquil City          | Ecuador | 2024          |
| Barcelona               | Ecuador | 2024-presente |

## Palmarés

### Campeonatos nacionales
| Título             | Club                    | País    | Año  |
| ------------------ | ----------------------- | ------- | ---- |
| Serie A de Ecuador | Independiente del Valle | Ecuador | 2021 |
| Copa Ecuador       | Independiente del Valle | Ecuador | 2022 |

### Campeonatos internacionales
| Título              | Club                    | País    | Año  |
| ------------------- | ----------------------- | ------- | ---- |
| Copa Sudamericana   | Independiente del Valle | Ecuador | 2022 |
| Recopa Sudamericana | Independiente del Valle | Ecuador | 2023 |